# SU-122
De SU-122 of SOe-122  (Russisch: СУ-122) was een Sovjet-Russische gemechaniseerde houwitser die gebruikt werd tijdens de Tweede Wereldoorlog. De 122 in de naam staat voor het kaliber van kanon; 122 mm.
Het voertuig werd ontworpen in 1942, in navolging van het succesvolle Duitse Sturmgeschütz III. Gemechaniseerd geschut biedt enkele voordelen tegenover traditionele tanks. Doordat ze geen koepel hebben zijn ze goedkoper en sneller te produceren, en kunnen zwaardere kalibers gebruikt worden met meer ruimte in het voertuig. Daartegenover staat dat bij het richten het hele voertuig moet draaien.
De SU-122 maakte gebruik van het chassis van de succesvolle T-34-tank, waardoor de kosten gedrukt konden worden. Het eerste prototype werd geleverd eind 1942, en productie startte in december van dat jaar. Het originele plan voor de productie was dat maandelijks 100 SU-122s geleverd zouden worden. Het voertuig werd geproduceerd tot in de zomer van 1944, uiteindelijk werden er ongeveer 1150 stuks gebouwd.
De SU-122 bewees zijn nut bij het bombarderen van fortificaties, en de impact van de 122mm-granaat kon het pantser van de Duitse Tiger I penetreren vanop korte afstand. Toch was het niet succesvol in een antitankrol, en productie werd stopgezet om voorrang te geven aan het krachtigere SU-152 geschut.